# Michaił Dynnik
Michaił Aleksandrowicz Dynnik (ros. Михаи́л Алекса́ндрович Ды́нник; ur. 18 lutego?/1 marca 1896 w Kijowie, zm. 16 marca 1971 w Moskwie) – radziecki historyk filozofii i filozof marksistowsko-leninowski, specjalista w zakresie materializmu dialektycznego i historycznego, estetyki oraz historii filozofii Zachodu, doktor nauk filozoficznych, członek korespondent Akademii Nauk ZSRR (od 1958).

## Życiorys
Wykładał historię filozofii w Moskiewskim Instytucie Filozofii, Literatury i Historii i na Moskiewskim Uniwersytecie Państwowym im. M.W. Łomonosowa. W 1934 roku uzyskał tytuł profesora. W latach 1942–1956 był profesorem katedry historii filozofii Zachodu na Moskiewskim Uniwersytecie Państwowym. W 1943 został pracownikiem naukowym Instytutu Filozofii Akademii Nauk ZSRR, gdzie w 1968 stanął na czele sektora historii filozofii.

## Nagrody i odznaczenia
- 1943: Nagroda Stalinowska – za udział w stworzeniu podręcznika akademickiego „Historia filozofii” (ros. История философии).

## Wybrane publikacje
Publikacje książkowe
- (ros.) «Диалектика Гераклита Эфесского» (1929)
- (ros.) «Очерк истории философии классической Греции» (1936)
- (ukr.) «Філософія рабовласницького суспільства» (1941)

Redakcje prac zbiorowych
- «Материалисты Древней Греции» (1955, редактор)

Podręczniki
- «История философии» [6 томов] (1957-1965)

Przekłady na polski
- Historia filozofii. Pod redakcją M.A. Dynnika, M.T. Jowczuka, B.M. Kiedrowa(inne języki), M.B. Mitina, T.I. Ojzermana i A.F. Okułowa(inne języki). T. III: Lata czterdzieste — dziewięćdziesiąte XIX w. Warszawa: Książka i Wiedza, 1963. (pol.).